# Magnetostratigraphie
Die Magnetostratigraphie, auch magnetische Stratigraphie, ist in der Erdgeschichte ein Teilgebiet der Stratigraphie, das sich mit dauerhaft magnetisierten Gesteinseinheiten und deren zeitlicher Abfolge befasst. Sie basiert auf den Wechseln der Polarität des Erdmagnetfelds (umgangssprachlich Polsprung), die sich in der Erdgeschichte sehr häufig ereignet haben. Die Methode ist allerdings nur in Kombination mit anderen Methoden der Stratigraphie sinnvoll (z. B. der Biostratigraphie, Lithostratigraphie, Chronostratigraphie, oder der Radiocarbonmethode), kann dann allerdings eine noch feinere Auflösung als bspw. die Biostratigraphie allein erreichen. Das Ergebnis ist eine Polaritäts-Zeit-Skala, die die Polaritätswechsel im Erdmagnetfeld in einer zeitlichen Abfolge darstellt.

## Geschichte
Der Nachweis der Umkehr des Erdmagnetfeldes aus paläomagnetischen Messungen gelang erstmals Bernard Brunhes vom Observatorium des Puy de Dôme im Jahre 1905.
In den 1950er Jahren fanden Keith Runcorn, Edward A. Irving, P. M. S. Blackett und andere aus der paläomagnetischen Rekonstruktion der Polwanderung Hinweise auf die Kontinentalverschiebung. Während der 1960er Jahre wurden die Ozeane der Erde erstmals intensiv untersucht. Die Messung des Magnetfeldes in den überwiegend basaltischen Gesteinen des Ozeanbodens ergab ein Muster von unterschiedlich breiten Streifen, das parallel zu den Mittelozeanischen Rücken verlief. Die Streifen wiesen abwechselnd eine jeweils unterschiedliche Polarität auf und lieferten damit den Beweis einer vielfachen Umkehrung des Erdmagnetfeldes während der letzten 150 Millionen Jahre der Erdgeschichte (s. auch Plattentektonik). Diese Wechsel in der Polarität wurden mit verfeinerten Methoden später auch in Sedimenten gefunden.

## Grundlagen der Methodik
Im Wesentlichen können vier paläomagnetische Phänomene durch die Methode erfasst werden: die Polarität des damaligen Erdmagnetfeldes, die Position der beiden Pole des magnetischen Dipols (die Hinweise gibt auf die scheinbaren Polwanderungen), die Nicht-Dipol-Komponente des Magnetfelds (Säkulare Variation) und die Intensität des magnetischen Feldes. Für die Magnetostratigraphie und damit die relative Altersbestimmung eines Gesteins oder die Korrelation verschiedener Gesteinsabfolgen ist nur die Polarität relevant. 
Die entsprechenden Informationen entstammen der Konservierung des Paläomagnetfeldes infolge einer natürlichen remanenten Magnetisierung des Gesteins, die bei einem hohen Anteil an ferrimagnetischen Mineralen (zumeist Magnetit) besonders ausgeprägt ist. Die Magnetisierung erfolgt auf verschiedenen Wegen, u. a. durch Thermoremanenz, Chemoremanenz oder Sedimentationsremanenz.
Die Rekonstruktion des Paläo-Erdmagnetfeldes aus der in Gesteinen überlieferten Information wird dadurch erschwert, dass die ursprüngliche (primäre) Magnetisierung im Laufe der geologischen Geschichte eines Gesteins sich ändern bzw. überprägt werden kann. Beispielsweise führt eine Erhitzung eines Gesteins über die Curie-Temperatur eines bestimmten enthaltenen ferrimagnetischen Minerals mit nachfolgender Abkühlung zu einem thermischen Reset der von diesem Mineral hervorgerufenen Magnetisierung (Übersteigt die Temperatur den Curie-Punkt aller ferromagnetischen Minerale des Gesteins erfolgt eine komplette Remagnetisierung). Des Weiteren können beispielsweise Magnetit oder Hämatit in einem bereits sedimentär magnetisierten Sedimentgestein während der Diagenese neu gebildet werden, wodurch zusätzlich zum Paläomagnetfeld zur Zeit der Ablagerung auch das Paläomagnetfeld zum Zeitpunkt der Mineralneubildung konserviert wird. Sehr häufig sind daher mehrere Paläo-Erdmagnetfelder in einem Gestein überliefert, deren magnetische Informationen sich überlagern.
Durch spezielle Methoden, mit Hilfe derer Informationen zu einzelnen Paläomagnetfeldern aus der magnetischen Gesamtinformation eines Gesteins entfernt werden (z. B. thermische Entmagnetisierung), können diese indirekt gemessen und damit isoliert bzw. bestimmt werden.

## Einheiten
In der Magnetostratigraphie wird die Vorsilbe ‚Magneto-‘ benutzt, um alle Aspekte der remanenten Magnetisierung zu beschreiben (z. B. ‚Magnetointensität‘, ‚Magnetopolarität‘ etc.). In der Magnetostratigraphie werden derzeit nur die häufigen Wechsel der Polarität des Magnetfeldes für die Stratigraphie und damit für die relative Altersdatierung benutzt. Die heutige Ausrichtung des Erdmagnetfeldes wird als normal bezeichnet, die umgekehrte Ausrichtung als revers. Die chronologische Abfolge der messbaren Magnetfeldumkehrungen kann bei lückenloser Dokumentation im Sediment Hinweise auf das relative Alter liefern.
Jede Einheit der Magnetopolarität ist ein Gesteinskörper, der durch eine bestimmte remanente Polarität von einem anderen Gesteinskörper mit unterschiedlicher Polarität unterschieden ist. Für jede Einheit muss ein Stratotyp bestimmt werden; wie lange das Intervall dauert, braucht nicht in der Definition enthalten sein. Für die Korrelation der Einheiten mit anderen stratigraphischen Zeitskalen sind jedoch biostratigraphische oder geochronologische Daten notwendig. Die Ober- und Untergrenzen einer Einheit sind durch Wechsel der Magnetopolarität im Gestein markiert. Diese Wechsel können durch einen tatsächlichen im Sediment dokumentierten Wechsel in der Polarität des Erdmagnetfeldes bedingt sein, oder durch Ablagerungslücken, während derer eine oder mehrere Umkehrereignisse stattfanden.
Die Grundeinheit der Magnetostratigraphie ist die ‚Polaritätszone‘. Wenn Verwechslungen mit anderen Anwendungen der Polarität möglich sind, wird empfohlen, den Begriff ‚Magnetopolaritätszone‘ zu verwenden. Sollte bei weiteren genaueren Untersuchungen eine weitere formale Untergliederung möglich sein, kann diese als ‚Polaritäts-Subzone‘ bezeichnet werden. Mehrere Polaritäts-Zonen können in ‚Polaritäts-Superzonen‘ gruppiert werden. Der Rang einer Polaritätszone kann auch geändert werden, sollte sich dies als notwendig erweisen. Der Name für eine formal definierte Magnetopolaritätszone sollte aus einem geografischen Namen und dem Zusatz ‚Polaritätszone‘ zusammengesetzt sein.

## Die magnetostratigraphische Zeitskala

Geomagnetische Polarität im Oberen Känozoikum
normale Polarität (schwarz)
reverse Polarität (weiß)

Die Globale Magnetopolaritäts-Zeitskala (Global Magnetic Polarity Time Scale, abgekürzt GMPTS) reicht heute bis in den Jura zurück. Die Polaritätszonen (Anomalien) werden im Känozoikum einschließlich der Oberkreide und dann wieder ab der Unterkreide separat gezählt und mit Buchstaben versehen (s. u.). Die Zählrichtung ist zeitlich rückwärts, die jüngste Zone trägt also die Nummer 1.
Die Polaritätszonen des Känozoikums werden mit dem Buchstaben ‚C‘ versehen (von engl. Cenozoic). Sie beginnen mit der C1-Anomalie der Jetzt-Zeit und enden mit der C34-Anomalie in der Kreide und bestehen immer aus einem jüngeren Anteil überwiegend normaler Polarität und einem älteren Anteil mit überwiegend reverser Polarität. Die beiden Anteile können unterschiedlich lang sein. Die jüngsten vier Polaritätszonen erhielten Eigennamen: Brunhes (nach Bernard Brunhes benannt, überwiegend normal), Matsuyama (nach Motonori Matsuyama benannt, überwiegend revers), Gauß oder Gauss (nach Carl Friedrich Gauß benannt, überwiegend normal) und Gilbert (nach William Gilbert benannt, überwiegend revers). Die Brunhes-Umkehr (von revers zu normal) ereignete sich vor 780.000 Jahren. Allerdings gab es seit dieser Umkehrung eine Reihe weiterer kurzzeitiger Polaritätsumkehrungen von normal zu revers, die ebenfalls mit Namen bezeichnet werden.
Die „M-Anomalien“ beginnen mit der M0-Anomalie im Unteren Aptium, wobei das ‚M‘ für Mesozoikum steht. Die M-Anomalien werden zurück in die Erdgeschichte bis M 41 gezählt; letztere Anomalie wird in das Bathonium datiert. Die C34 und M0-Anomalien stellen eine Besonderheit dar. Die C34-Anomalie wird auch als „Cretaceous Magnetic Quiet Zone“ (Kretazische magnetisch ruhige Zone) bezeichnet. Dies ist eine annähernd 41 Millionen Jahre andauernde Periode (von etwa 83,5 bis 124,5 Ma) von überwiegend normaler Polarität. Der strikt genommen dazugehörende Anteil mit reverser Polarität ist die M0-Anomalie. In der Zwischenzeit wurden aber drei sehr kurzzeitige Zeitabschnitte mit reverser Polarität auch in der C34-Anomalie gefunden, zwei Ereignisse im Albium und ein Ereignis im mittleren Abschnitt des Aptiums. Die M-Anomalien sind bis zu M25 (Kimmeridgium) noch relativ deutlich ausgebildet, die Anomalien M26 bis M41 sind dagegen von sehr raschen Wechseln in der Polarität gekennzeichnet. Ihre normalen Anteile enthalten viele kurzzeitige Umkehrungen zu reverser Polarität, und die reversen Anteile viele kurzzeitige normale Polaritäten.
An der Erweiterung der Globalen Magnetopolaritäts-Zeitskala zurück bis in das Paläozoikum wird derzeit intensiv gearbeitet.

### Geochronologische Phasen
Um sich auf bestimmte Stellen in dem langen magnetostratigraphischen Muster beziehen zu können, ist es hierarchisch in benannte Abschnitte unterteilt. Ein Chron (früher Epoche) dauert typischerweise 1.000.000 Jahre, hat eine durchweg dominierende Polarität und ist begrenzt von Phasen dominierender umgekehrter Polarität. Ein Chron darf von Subchrons (früher Ereignissen) bis etwa 100.000 Jahren Dauer unterbrochen sein. Beispielsweise dauerte das Gauss-Chron knapp 1 Ma und enthält Kaena und Mammoth als Subchrons mit 70.000 bzw. 110.000 Jahren Dauer. Es gibt auch Einteilungen, die Megachrone, Hyperchrone und Superchrone unterscheiden, welche weitestgehend mit den Erdzeitaltern übereinstimmen.
Obige Einteilungen haben keine physikalische Grundlage – die Zeitdauer zwischen Umpolungen weist ein breites, unstrukturiertes Spektrum auf, was auf einen chaotischen Prozess als Ursache hinweist. Zum kurzen Ende hin ist das Spektrum begrenzt durch die Dauer der Umpolungen selbst, die einschließlich der Schwächeperioden vor und nach der eigentlichen Umpolung mehreren 1000 Jahre beträgt. Vorgänge in diesem Zeitbereich, die nicht zu einer anhaltenden Feldumkehr führen, heißen geomagnetische Exkursion. Beispiele sind das Laschamp-Ereignis und die Mono-Lake-Exkursion.

## Andere Anwendungen
Neben den Umkehrungen des früheren Magnetfeldes (Paläomagnetfeld) kann auch die Richtung des Paläomagnetfeldes gemessen werden, z. B. um einen Polwanderpfad zu erstellen, der die Drift der Kontinentalplatten im Rahmen der Plattentektonik darstellt. Mit zunehmender Datendichte kann u. U. die Polwanderkurve dann auch zur Korrelation von präkambrischen Gesteinen benutzt werden.